# Brandon Paulson
Brandon Paulson est un lutteur américain spécialiste de la lutte gréco-romaine né le 22 octobre 1973 à Coon Rapids (Minnesota).

## Biographie
Lors des Jeux olympiques d'été de 1996 se tenant à Atlanta, il remporte la médaille d'argent en combattant dans la catégorie des -52 kg.